# Walter Edwards
Walter Edwards, o Walter Edward (Michigan, 8 gennaio 1870 – Honolulu, 12 aprile 1920), è stato un regista e attore statunitense del cinema muto.

## Biografia
Nato nel Michigan nel 1870, si accostò al cinema nei primi anni dieci. Come molti altri cineasti di quell'epoca, alternò la recitazione alla macchina da presa: da regista, girò oltre cento film; come attore, fu interprete di quasi settanta pellicole. Nel 1916, fu uno dei sette registi di Civilization, il kolossal pacifista prodotto da Thomas H. Ince.

## Filmografia
La filmografia - basata su IMDb - è completa.

### Regista
- Blood Will Tell (1912)
- A Black Conspiracy - cortometraggio (1913)
- Silent Heroes
- The War Correspondent - cortometraggio (1913)
- The Harvest of Sin
- Conscience (1914)
- A New England Idyl (1914)
- The Secret Lode (1912)
- The Colonel's Adopted Daughter
- A Romance of the Sea - cortometraggio (1914)
- Repaid (1914)
- The Relic (1914)
- In the Days of the Padres (1914)
- Love vs Duty (1914)
- Out of the Night - cortometraggio (1914)
- The Forest Vampires (1914)
- Breed o' the North (1914)
- The Final Reckoning - cortometraggio (1914)
- An Eleventh Hour Reformation (1914)
- The Stigma; or, The Brand of Shame (1914)
- The Robbery at Pine River (1914)
- The Winning of Denise (1914)
- The Cruise of the Molly Ann (1914)
- A Tale of the Northwest Mounted
- The Boss of the 8th
- The Whiskey Runners (1914)
- In Old Italy
- Destiny's Night
- The Cross in the Desert
- The Panther - cortometraggio (1914)
- The Face on the Ceiling
- A Midas of the Desert
- In the Land of the Otter
- The Cross of Fire
- The Man Who Died (1915)
- The Gun Fighter (1915)
- The Bride of Guadaloupe
- The Secret of the Dead
- Satan McAllister's Heir
- In the Switch Tower
- The Fakir
- The Power of the Street
- The Human Octopus
- Hostage of the North
- The Scales of Justice (1915)
- His Superficial Wife
- The Shadowgraph Message (1915)
- The Failure (1915)
- The Ace of Hearts (1915)
- The Burglar's Baby
- The Promoter (1915)
- The $100,000 Bill
- The Man from Oregon
- The Edge of the Abyss (1915)
- The Corner (1916)
- L'altare dell'onore (Honor's Altar) (1916)
- L'ultimo atto (The Last Act) (1916)
- Civilization, co-regia di Reginald Barker, Thomas H. Ince, Raymond B. West e altri (1916)
- The No-Good Guy
- The Dividend, c-regia di Thomas H. Ince (1916)
- The Deserter (1916)
- Eye of the Night (1916)
- Lieutenant Danny, U.S.A. (1916)
- The Jungle Child (1916)
- A Gamble in Souls (1916)
- The Sin Ye Do (1916)
- The Bride of Hate (1917)
- The Crab (1917)
- The Last of the Ingrams (1917)
- Paddy O'Hara (1917)
- Love or Justice (1917)
- Time Locks and Diamonds (1917)
- Master of His Home (1917)
- Idolators (1917)
- Ashes of Hope (1917)
- The Fuel of Life (1917)
- I Love You (1918)
- The Argument (1918)
- Real Folks (1918)
- The Marriage Bubble (1918)
- Viviette (1918)
- Good Night, Paul (1918)
- Un paio di calze ricamate (A Pair of Silk Stockings) (1918)
- Sauce for the Goose (1918)
- The Man from Funeral Range (1918)
- Mrs. Leffingwell's Boots (1918)
- The Gypsy Trail (1918)
- A Lady's Name (1918)
- Donne d'America (Who Cares?) (1919)
- Romance and Arabella (1919)
- The Rescuing Angel (1919)
- L'avventura del velo grigio (The Veiled Adventure) (1919)
- The Final Close-Up (1919)
- Happiness a la Mode (1919)
- Girls (1919)
- Widow by Proxy (1919)
- Luck in Pawn (1919)
- A Girl Named Mary (1919)
- All of a Sudden Peggy (1920)
- Young Mrs. Winthrop (1920)
- Easy to Get (1920)
- Notte di peccato (A Lady in Love) (1920)

### Attore
- The Sheriff of Stoney Butte, regia di Frank Montgomery (1912)
- The Restoration, regia di Fred J. Balshofer (1912)
- The Vengeance of Fate, regia di Charles Giblyn (1912)
- On Secret Service, regia di Thomas H. Ince (1912)
- When Lee Surrenders, regia di Thomas H. Ince (1912)
- A Double Reward
- Blood Will Tell (1912)
- Days of '49, regia di Thomas H. Ince (1913)
- With Lee in Virginia, regia di William J. Bauman (1913)
- Will o' the Wisp
- The Battle of Gettysburg, regia di Charles Giblyn e Thomas H. Ince (1913)
- The Land of Dead Things, regia di Burton L. King (1913)
- Loaded Dice, regia di Burton L. King (1913)
- The Reaping, regia di Burton L. King (1913)
- The Sign of the Snake, regia di Charles Giblyn (1913)
- The Buried Past, regia di Reginald Barker (1913)
- Conscience, regia di Walter Edwards (1914)
- A New England Idyl
- The Colonel's Adopted Daughter, regia di Walter Edwards (1914)
- A Romance of the Sea, regia di Walter Edwards (1914)
- The Play's the Thing, regia di Scott Sidney (1914)
- The Bells of Austi, regia di Raymond B. West (1914)
- The Relic (1914)
- The Gringo, regia di William S. Hart - cortometraggio (1914)
- Love vs Duty
- Out of the Night, regia di Walter Edwards (1914)
- The Forest Vampires, regia di Walter Edwards (1914)
- Breed o' the North, regia di Walter Edwards (1914)
- The Hour of Reckoning, regia di Thomas H. Ince (1914)
- The Final Reckoning, regia di Walter Edwards - cortometraggio (1914)
- An Eleventh Hour Reformation, regia di Walter Edwards (1914)
- The Stigma; or, The Brand of Shame, regia di Walter Edwards (1914)
- The Robbery at Pine River, regia di Walter Edwards (1914)
- The Winning of Denise, regia di Walter Edwards (1914)
- The Cruise of the Molly Ann
- A Tale of the Northwest Mounted
- A Tragedy of the North Woods
- The Boss of the 8th
- The Whiskey Runners, regia di Walter Edwards (1914)
- The Power of the Angelus
- In Old Italy
- Destiny's Night
- The Cross in the Desert
- The City of Darkness
- The Panther, regia di Walter Edwards - cortometraggio (1914)
- The Face on the Ceiling
- A Midas of the Desert
- The Cross of Fire
- The Man Who Died, regia di Walter Edwards (1915)
- The Gun Fighter (1915)
- The Bride of Guadaloupe
- The Secret of the Dead
- Satan McAllister's Heir
- In the Switch Tower
- The Fakir
- The Power of the Street
- The Spark from the Embers
- The Human Octopus
- Hostage of the North
- The Scales of Justice, regia di Walter Edwards (1915)
- His Superficial Wife
- The Shadowgraph Message, regia di Walter Edwards (1915)
- The Failure, regia di Walter Edwards (1915)
- The Ace of Hearts, regia di Walter Edwards (1915)
- The Burglar's Baby
- The Promoter', regia di Walter Edwards (1915)
- The $100,000 Bill
- Honor's Altar
- The No-Good Guy, regia di Walter Edwards (1916)
- Without Honor, regia di E. Mason Hopper (1918)

### Sceneggiatore
- A Tragedy of the North Woods, regia di Walter Edwards (1914)

### Assistente alla produzione
- Civilization, co-regia di Reginald Barker, Thomas H. Ince, Raymond B. West e altri (1916)